# Godsted Skole
Godsted Skole har haft til huse i mindst tre bygninger gennem tiden. I 1856 blev den daværende skole revet ned og på samme sted erstattet af en ny bygning, som stadig står lige over for Godsted Kirke. I 1920 byggedes en ny skole øst for byen, tæt på voldstedet Ålevad. 

## Lidt skolehistorie
Fra 1520 frem til 1814 udstedte forskellige konger bestemmelser om undervisning af børn. De blev aldrig gennemført i fuld udstrækning, men efter loven af 1814 lykkedes det at få oprettet og opretholdt skoler i alle sogne. Undervisningens fornemste formål, var at indprente børnene kristendommens grundregler, Luthers lære, men andre discipliner fik gradvist mere vægt. Lærerne var degne eller skoleholdere (lærere). Der forlangtes ikke nogen formel uddannelse for at få et embede, og arbejdet var ringe lønnet, mest i form af naturalier og adgang til have- og græsningsjord. Skolens omkostninger skulle betales af sognet, der ikke havde nogen indtægter, så gennem tiden havde man etableret et afbalanceret system af naturalieydelser (korn, øl, flæsk m.m.) og et mere eller mindre frivilligt bidrag, som skulle betales af sognets gårdejere. Hvis læreren samtidig var degn, fik han dog derudover en fast sum penge om året.

## Godsteds skoler
Den ældste efterretning handler om 1681. Dette år var der en skoleholder i byen, dvs. at det sandsynligvis ikke blot var degnen, der holdt undervisning om søndagen. I 1735 var der imidlertid ikke nogen skole i byen, men i 1742 var degnen dog begyndt at undervise i en tilbygning til sin bolig. I 1760 findes der igen en skole her, muligvis den bygning, der blev revet ned i 1835. I 1847 var der 40 elever i Godsted Skole.
I 1862 berettes om 21 børn i hver af de 2 klasser, 15 drenge og 27 piger. Øverste klasse gik i skole mandag, onsdag og fredag, mens nederste klasse gik tirsdag, torsdag og fredag. Dette år havde skolen i alt 24 eksemplarer af 3 forskellige læsebøger og 11 landkort! I 1877 var der 34 børn, 15 drenge og 18 piger i de 2 klasser.

### Forslag til Undervisningsplan for Godsted Skole (1911)
| Citat                         | Undervisningen er fælles for Drenge og Piger. Skolen har to Klasser, som hver undervises i mindst 738 Timer om Aaret fordelte paa 41 Uger, hvorunder Gymnastikken ikke er medregnet. Hver Klasse søger Skolen 3 hele Dage om Ugen, ældste Klasse Mandag, Onsdag og Fredag, yngste Klasse Tirsdag, Torsdag og Lørdag. Skoletiden er for begge Klasser i Maanederne November, December, Januar og Februar fra 8½ til 11½ Formiddag og fra 12½ til 3½ Eftermiddag, i de Øvrige Maaneder fra 8 til 11 Formiddag og fra 1 til 4 Eftermiddag. I Sommermaanederne skal der desuden, naar Vejret tillader det, undervises ½ Time daglig i Gymnastik. Eksamen afholdes aarlig i April Maaned og om Efteraaret tillige en særlig Prøve over de Børn, der ønskes udskrevne til dette Tidspunkt. Skolens Maal. Yngste Klasse. - RELIGION: Et Udvalg af Fortællinger fra Bibelhistorien. De ti Bud, Trosartiklerne og Fadervor. 6 lette Salmer læres. - DANSK: Læsning af lette Stykker uden betydelige Fejl med Forstaaelse af det læste. Fejlfri Afskrivning efter Bog: let Diktat: Navneord, Tillægsord og Udsagnsord kendes. Nogle lette Smaavers læres. - REGNING: De 4 Regningsarter med hele Tal saavel ubenævnte som de almindeligste benævnte. - HISTORIE: Enkelte Sagn. Udvalgte Fortællinger af Danmarks Historie. - GEOGRAFI: En kort Oversigt over Danmark. - SANG: Efter Regulativet. Ældste Klasse. - RELIGION: Bibelhistorien i Sammenhæng samt en kort Oversigt over Kirkens Historie, Kirkeaaret og Palæstinas Geografi. Den kristelige Lære i Sammenhæng efter Balslevs Forklaring. Et af de 3 første Evangelier læses og 12 Salmer læres. - DANSK: Læsning af Stykker som staar i rette Forhold til Elevernes Alder uden Fejl og med rigtigt Tonefald samt med Forstaaelse af det læste. Der lægges Vægt paa mundtlig Genfortælling og Samtale over det læste. Gengivelse af en Fortælling uden større Fejl i Sætningsbygning, Tegnsætning og Bogstavering. Kendskab til Ordklasserne og Hovedtrækkene af Form- og Sætningslæren. Kendskab til nogle af vore betydeligste Forfattere og Digtere. Øvelse i at læse Haandskrift. Digte læres. - REGNING: De 4 Regningsarter i Brøk. Reguladetri, Rentesregning og Decimalbrøk. - SKRIVNING: Tydelig og ordentlig Skrift. - HISTORIE: Fædrelandshistorien i Sammenhæng efter en mindre Lærebog. Nogle Grundtræk af Verdenshistorien. - GEOGRAFI: Hele Geografien efter en mindre Lærebog. - SANG: Efter Regulativet. | Citat |
| Krumsøarkivets årsskrift 1994 | |       |

Planen blev godkendt af Skoledirektionen for Maribo Amt med den tilføjelse, at hver klasse skulle have mindst 2 timer gymnastik ugentlig om sommeren. 
I 1920 byggedes en ny skole fordi man vurderede, at den gamle var for lille. Byggesagen startede i 1916, men da man greb til at ekspropriere en grund, trak tiden ud og skolen var først færdig i 1920. Allerede 3 år senere måtte man sande at også den nye skole var for lille, og man byggede en mindre bygning, en forskole, til de yngste elever lige ved siden af den egentlige skolebygning. Den blev taget i brug i 1925. Samtidig blev der ansat en forskolelærerinde og skolen havde på det tidspunkt 74 elever i 4 klasser og 2 lærere.

## Lærerne ved Godsted Skole 1805-1927
- Rasmus Knudsen 1805-1855
- Andreas Christian Andersen 1855-1881
- Hans Jørgen Rasmussen 1881-1912
- Søren Krog 1912-1927
- Alma M. Hansen (forskolelærerinde) 1925-?